# 徐家槐
徐家槐，直隶人，是一名清朝政治人物。
徐家槐曾于1839年接替孙炳垣任南汇县知县一职，1840年由孙琬接任。